# Michele Straniero
Michele Luciano Straniero (Milano, 27 settembre 1936 – Torino, 7 dicembre 2000) è stato un cantautore, musicologo e giornalista italiano.
Fondatore, a Torino, del gruppo di Cantacronache, viene considerato tra i precursori dell'esperienza diretta dei cantautori italiani; così si è espresso su di lui Umberto Eco.
(Umberto Eco )

## Biografia

### Gioventù
Ha vissuto sin da bambino a Torino dove ha continuato a lavorare. Allievo dei Salesiani, ha nell'adolescenza una formazione cattolica: è un militante dell'Azione Cattolica torinese, dove ha modo di conoscere altri giovani come Umberto Eco, Gianni Vattimo e Furio Colombo. Proprio con loro e con altri studenti dell'associazione dà vita al periodico Quartodora, di cui diventa responsabile, che diventa l'espressione dei giovani cattolici torinesi dissidenti che, legati a esperienze come quelle dei preti operai francesi o della Gioc danno vita a un gruppo intitolato al filosofo Emmanuel Mounier e che in seguito verranno messi nelle condizioni di uscire dall'Azione Cattolica. Il cattolicesimo di Straniero emergerà in seguito, oltre che nei suoi studi sulle religioni, anche nelle canzoni (Gesù accoglie in Paradiso i minatori morti a Gessolungo in La zolfara) e nella produzione poetica.
Si interessa di storia e di folklore e, in particolare, di musica popolare con l'obiettivo di portare all'interno della musica italiana nuove istanze legate all'impegno sociale e alle lotte delle classi subalterne, fondando con il compositore Sergio Liberovici (suo collega alla redazione torinese de l'Unità), il gruppo di Cantacronache, volto alla creazione di un nuovo tipo di canzone, libera dai cliché sanremesi e di evasione in genere, al quale prenderanno subito parte altri intellettuali e musicisti come Fausto Amodei, Emilio Jona, Italo Calvino, Franco Fortini. Contestualmente a Cantacronache, inizia anche la ricerca di canti sociali, raccogliendo materiali in Piemonte, Puglia e Sicilia ma anche nella Spagna franchista insieme a Liberovici, Jona e altri; ma nello stesso tempo si avvia la produzione di materiale originale scrivendo canzoni come Ballata del soldato Adeodato, Storia di Capodanno, Viva la pace, La zolfara, Partigiani fratelli maggiori, La canzone del popolo algerino. Straniero presta anche la propria voce per alcune registrazioni dell'ambito di Cantacronache; sue le interpretazioni di Ssst!, Tutti gli amori, Tredici milioni, Partigiano sconosciuto, oltre che di canzoni sociali del passato appositamente riproposte dal medesimo gruppo (Il crack delle banche, Canta di Matteotti, Inno della rivolta).

### Anni sessanta
Nel 1962, con l'incontro con altri musicisti come Ivan Della Mea e Giovanna Marini e con intellettuali come Gianni Bosio, Roberto Leydi ed Ernesto de Martino l'esperienza si evolve e nasce il Nuovo Canzoniere Italiano. Proprio Straniero è il protagonista dell'episodio più clamoroso legato al Nuovo Canzoniere Italiano: il 20 giugno 1964, al festival dei Due Mondi di Spoleto, Michele Straniero canta i versi di O Gorizia, tu sei maledetta, canzone di trincea della prima guerra mondiale, e l'esecuzione suscita grande scandalo, costando due giorni dopo una denuncia per vilipendio alle forze armate italiane a Straniero e ai responsabili della manifestazione. In particolare i versi "Traditori signori ufficiali / che la guerra l'avete voluta / scannatori di carne venduta / e rovina della gioventù" suscitano in sala la reazione di un ufficiale; nelle serate successive lo spettacolo viene costantemente disturbato da gruppi di fascisti.
Nel 1966 è tra i fondatori, a Milano, dell'Istituto Ernesto de Martino, intitolato al grande etnologo scomparso l'anno prima, e centro motore di tutta l'attività del Nuovo Canzoniere Italiano per gli anni a seguire.
Conclusasi anche quest'esperienza, nel 1968 si trasferisce in Sicilia per andare a lavorare con Danilo Dolci al Centro Studi e Iniziative di Partinico: l'esperienza però è di breve durata, anche per le difficoltà causate dall'intervento della polizia.
Straniero pubblica in tutti questi anni molti studi sulla musica popolare e sulla musica leggera e altro sia in volumi che in articoli su varie riviste. Ha inoltre pubblicato diversi libri con le sue poesie. Nel 1967 pubblica a sue spese una rivista, Metrica, dedicata alla poesia e ai poeti suoi amici; uscirà un secondo e ultimo numero nel 1970.

### Anni settanta
Torna al nord e inizia l'attività di giornalista, pur continuando a scrivere canzoni, sul quotidiano La Stampa.
Si occupa inoltre di storia delle religioni e della religiosità popolare.
Nel 1976 cura insieme a Luigi Granetto il quindicinale Lato Side, edito da Anteditore e dedicato a musica, poesia e folclore popolare

La Madonna dei Lavoratori o la Madonna della Fiat

Nel 1979 pubblica l'album La Madonna della Fiat, per l'etichetta Divergo: la canzone che dà il titolo al disco si riferisce alla statua della Madonna, situata a Torino sul Monte dei Cappuccini. All'inizio degli anni sessanta la direzione della Fiat aveva finanziato la realizzazione di una statua della Madonna (chiamata "La Madonna dei lavoratori") in un punto strategico della collina torinese, sulla piazzetta davanti al il Monte dei Cappuccini. I Cantacronache, individuando una stonatura fra l'installazione di una statua sacra (che venne inaugurata il 27 marzo 1960) e il carattere dell'azienda che promuoveva l'iniziativa, composero appunto la canzone, con il testo di Straniero, che la ripropone nel suo album da solista insieme ad altre composizioni.

### Anni ottanta e novanta
Negli anni ottanta a Torino dà vita, con Franco Lucà al Centro di Cultura Popolare di via Perrone e alla rivista mensile Folk notes: da queste due esperienze nascerà, nel 1988, il Folkclub, che rilancerà la musica popolare e d'autore. Nello stesso periodo Straniero collaborerà con il cantautore sardo Franco Madau.
Nel 1997 perde la madre, evento che gli causa un trauma psicologico; qualche mese dopo, il 4 agosto 1998, mentre sta attraversando corso Rosselli a Torino, viene travolto da un'automobile che arriva a tutta velocità: non si riprende più dall'incidente, e muore il 7 dicembre 2000, lasciando una produzione culturale rilevante in molti settori che lo pone tra le figure di rilievo della cultura italiana del '900.

## Discografia
33 giri nell'ambito di Cantacronache
- 1961: Canti della Resistenza in Spagna (DNG; i brani sono cantati da Straniero e da Margot)
- 1962: I canti della Resistenza europea (DNG; le esecuzioni sono tutte curate da Straniero e da Sergio Liberovici)

33 giri con il Nuovo Canzoniere Italiano
- 1965: Le canzoni di "Bella Ciao" (I dischi del sole, DS 101/3)
- 1966: Ci ragiono e canto (I dischi del sole, DS 119/121)

45 giri da solista
- 1967: No alla guerra/Bella ciao, (I dischi del sole, DS 207)
- 1967: Preghiera del marine/La révolution, (I dischi del sole, LR 45/6)

33 giri da solista
- 1974: Coi comfort della religione I Dischi dello Zodiaco, VPA 8220)
- 1975: Quando ero monaca... I Dischi dello Zodiaco, VPA 8228)
- 1979: La Madonna della Fiat (Divergo, 5335 525/DVAP 025)

CD usciti postumi
- 2003: Ricordo di Michele L. Straniero (Frorias, CD 2003/5); contiene La Madonna della Fiat e Piccolo cabaret teologico-politico, lavoro uscito solo su musicassetta nel 1988, in cui Straniero è accompagnato al pianoforte da Virgilio Savona, sempre autore delle musiche. Testi del libretto di Mario Luzzatto Fegiz, Riccardo Schwamenthal, Giovanna Marini, Fausto Amodei, Virgilio Savona.
- 2023: il nipote Giovanni scopre fra le carte dello zio alcuni testi inediti dei quali non era chiara la destinazione finale. Affidati ai cantautori Michele Gazich e Federico Sirianni vengono musicati nel disco Domani si vive e si muore[7].

## Opere
In collaborazione con Antonio Virgilio Savona del Quartetto Cetra scrive dei testi sui canti sociali e popolari:
- Canti dell'emigrazione (Milano, Garzanti, 1976);
- Canti dell'Italia fascista (1919-1945) (Milano, Garzanti, 1979);
- I canti del mare nella tradizione popolare italiana (Milano, Mursia, 1980);
- Canti della grande guerra (Milano, Garzanti, 1981);
- Canti politici e sociali (Milano, Gammalibri, 1984);
- Canto alla rovescia, poesie per un'altra stagione, con quattro disegni di Luigi Granetto e un'incisione di Dimitri Plescan (Milano, Vanni Scheiwiller, 1984);
- Canti della Resistenza italiana (Milano, Rizzoli, 1985);
- con Alberto Mari e Antonio Virgilio Savona Sotto la cappa del camino (Milano, Arnoldo Mondadori Editore, 1985);
- con Sergio Liberovici: Canti della nuova resistenza spagnola (Torino, Einaudi, 1962;
- con Emilio Jona, Sergio Liberovici, Giorgio De Maria: Le canzoni della cattiva coscienza, prefazione di Umberto Eco (Milano, Bompiani, 1964);
- con Riccardo Schwamenthal: Dizionario dei proverbi italiani e dialettali (Milano, Rizzoli, 1991);
- Il grande libro delle barzellette (Milano, Rizzoli, 1994);
- Il corsaro Nero piange (Milano, Baldini Castoldi Dalai, 1997);
- con Emilio Jona: Cantacronache (Torino, Paravia, 1996)
- Canzoni di ventura 1949 - 1958 (Padova, Rebellato, 1961);
- Mira il tuo pop. Origini e peripezie del canto cristiano (Milano, Arnoldo Mondadori Editore, 1988);
- Don Bosco rivelato (Milano, Rizzoli, 1988);
- Maria José (Milano, Rizzoli, 1988);
- Giullari & Fo (Roma, Lato Side, 1978);
- La piccola nevrosi (Milano, Vanni Scheiwiller, 1968);
- Poesia Jazz (Milano, PiùLibri, 1974);
- Il corno e la Madonna (Rimini, Guaraldi, 1996);
- Antologia della canzone popolare piemontese tra settecento e novecento (Torino, Paravia, 1998);
- Manuale di musica popolare (Milano, Rizzoli, 1991).